# Kaple Panny Marie Neposkvrněné (Liščí)
Kaple Panny Marie Neposkvrněné (německy Mariä-Empfängnis-Kapelle) stojí u hřbitova na okraji vsi Liščí v okrese Děčín (od roku 1950 součást obce Lipová). Postavena byla v letech 1880–1881 v novogotickém slohu a je tak mladší ze dvou kaplí ve vsi. Neudržované stavbě se v roce 1993 propadla střecha. Z kaple, původně též označované jako kostel, dochovalo pouze nevelké torzo.

## Historie
Obec Liščí byla již od svého vzniku farně příslušná k Sasku, církevní poplatky platila do Bischofswerdy. Roku 1630 byla přičleněna k farnosti (pozdějšímu děkanátu) Lipová. Jak rostla velikost a význam obce, zatoužili její obyvatelé po vlastním svatostánku. Po skromné kapličce zasvěcené Panně Marii z roku 1826 si postavili v letech 1880–1881 druhou a podstatně větší kapli (malý kostelík), která měla aspirace stát se filiálním kostelem lipovské farnosti s pravidelnými nedělními bohoslužbami.
Pro stavbu kaple byl vybrán pozemek za hřbitovem, který si obec Liščí postavila roku 1874. Ačkoliv je kaple někdy mylně označována jako hřbitovní, nebyla součástí obecního hřbitova a pouze na něj navazovala (zádušní mše v kapli pochopitelně slouženy byly). Jedním z hlavních donátorů stavby kaple byl starosta obce Johann Noack a jeho bratr August (mj. věnovali oltář, zvon a varhany), na stavbu však přispěli také další obyvatelé vsi. Základní kámen stavby byl položen roku 1880 a hned na jaře následujícího roku byla kaple slavnostně vysvěcena 13. litoměřickým biskupem Antonem Frindem (1823–1881), rodákem ze sousední Lipové. Kaple zasvěcená Panně Marii Neposkvrněné nebyla v následujících letech stavebně nijak upravována. Postupně se rozšířilo vybavení kaple a na počátku 20. století byla zavedena elektřina.
Na kapli a celé obci Liščí se neblaze podepsala situace po druhé světové válce. Dříve jedna z nejbohatších obcí byla prakticky celá vysídlena a postupně došlo k demolici většiny staveb (do současnosti se zachovala pouhá pětina domů). Kaple spolu se hřbitovem sice přečkala demolice 50. a 60. let 20. století, nebyla však využívána a ani udržována. Značně poničená střecha se spolu s klenbou propadla v červenci 1993. Při tom se zbortila i část zdiva, které se od té doby pozvolna rozpadá. Zachovaná stojí velká část průčelí (ještě na počátku 21. století měla kaple osazené dveře) a pouze malé části bočních stěn, presbytář zcela zanikl.
Torzo kaple Panny Marie Neposkvrněné je spolu s pozemkem a se zaniklým hřbitovem v majetku obce Lipová. Stavba není památkově chráněna, ani nijak využívána. Ve druhé polovině 90. let 20. století měla být kaple z popudu místního administrátora P. Václava Horniaka rekonstruována, s jeho odchodem z farnosti však snahy o obnovu utichly.

## Popis
Velkoryse pojatá kaple byla spíše malým kostelem. Jediná loď byla obdélná s trojboce zakončenou apsidou v závěru. V průčelí byl umístěn hlavní vchod se zdobeným portálem, zakončený lomeným obloukem a štukovým křížem, štít doplňovala velká rozeta. Boční stěny lodi prosvětlovala vysoká novogotická okna, zdi doplňovaly vysoké opěráky přecházející v lizény a lizénové rámy. Fasáda byla původně hrubá, žlutá, doplněná bílými prvky. Ze střechy, pravděpodobně kryté břidlicí, vybíhala vysoká čtverhranná věž se zvonem. K nejcennějším částem inventáře patřil především novogotický hlavní oltář s obrazem svatého Jana Křtitele a na kůru umístěné malé varhany se třemi rejstříky. Stěny byly zdobeny několika obrazy světců. Z vnitřního vybavení se nedochovalo zhola nic.

## Galerie

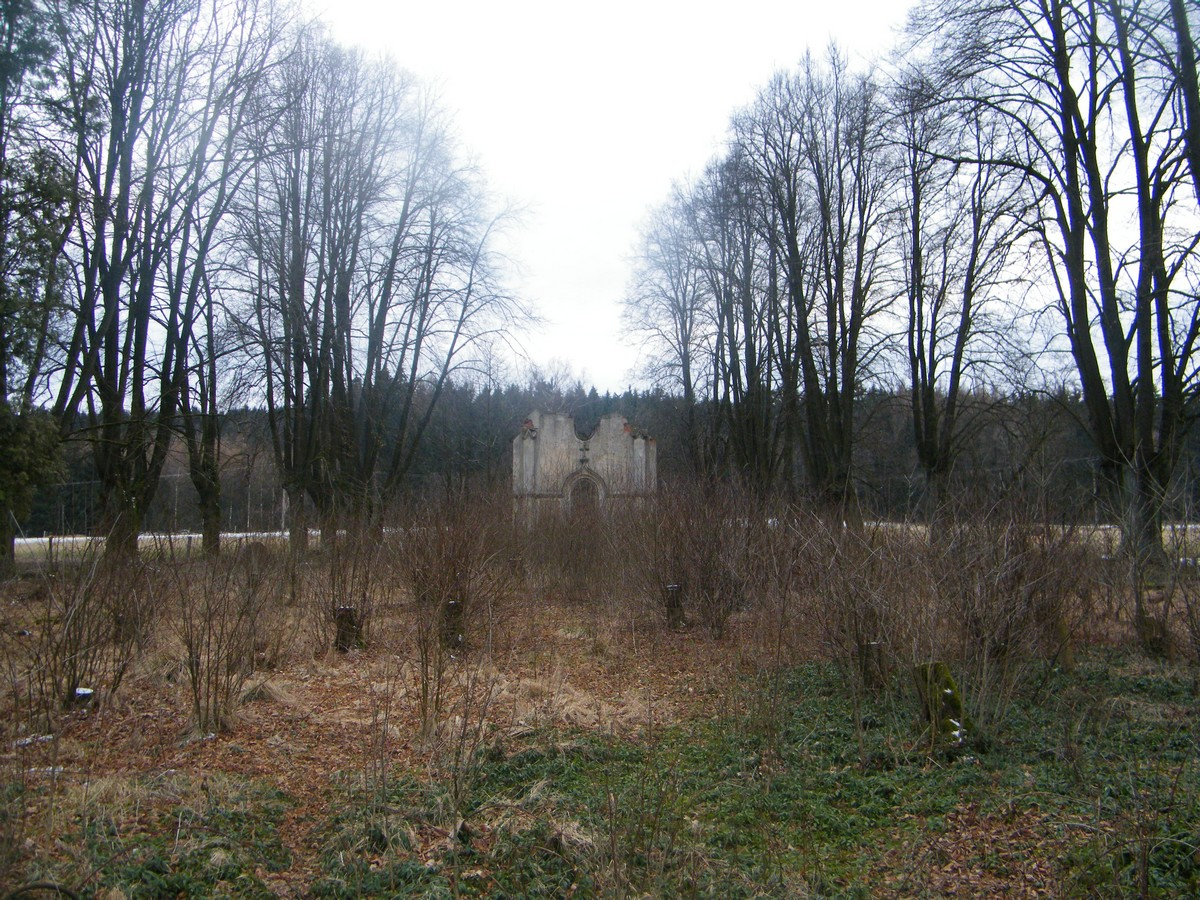
Bývalý hřbitov a kaple (2016)
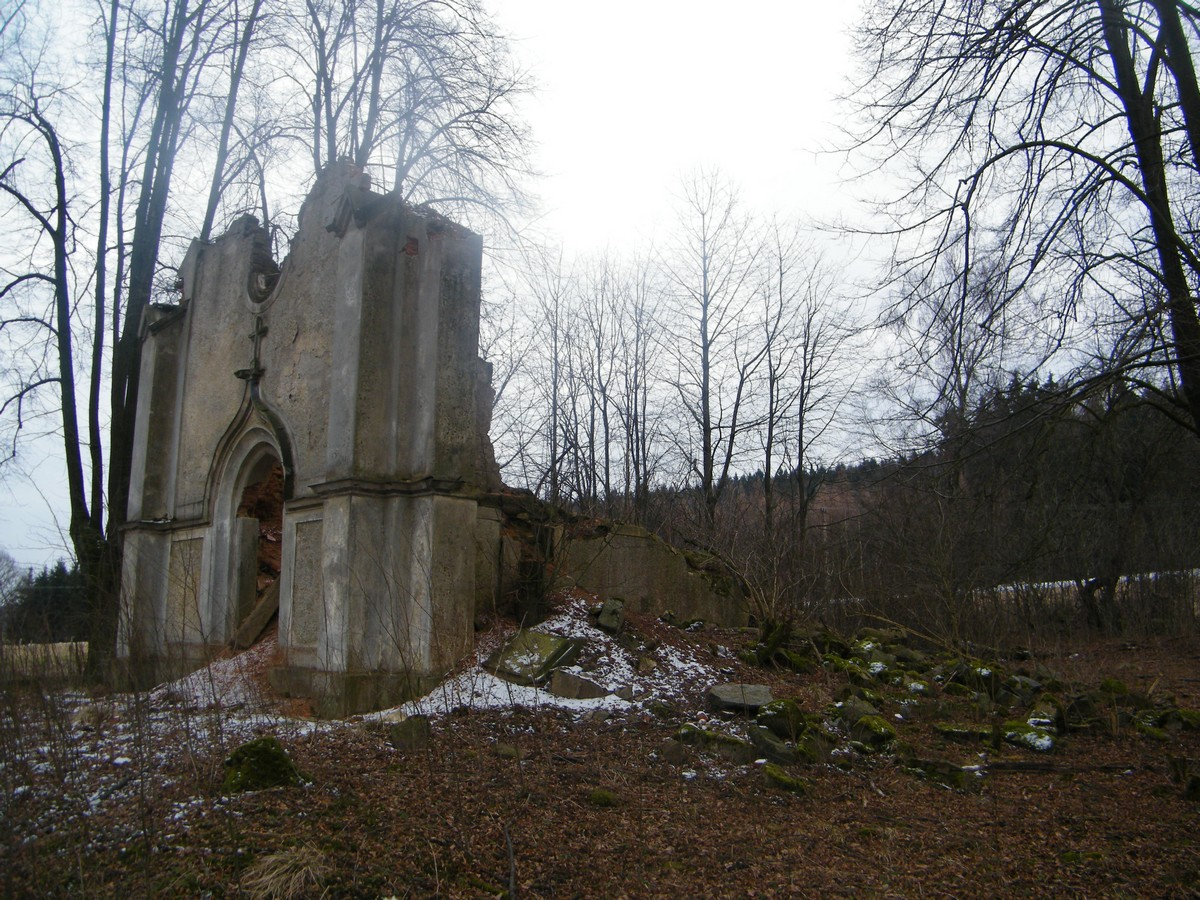
Ruiny kaple (2016)
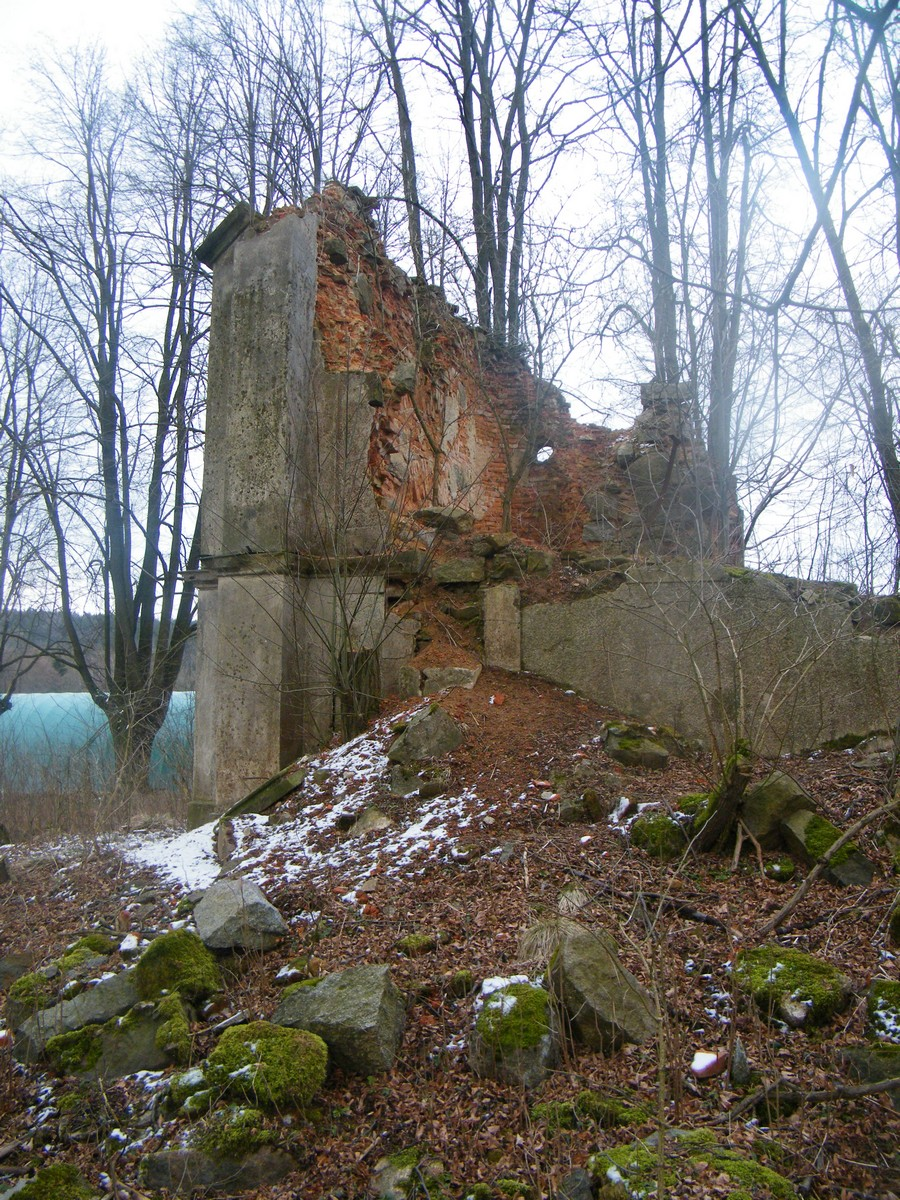
Ruiny kaple (2016)
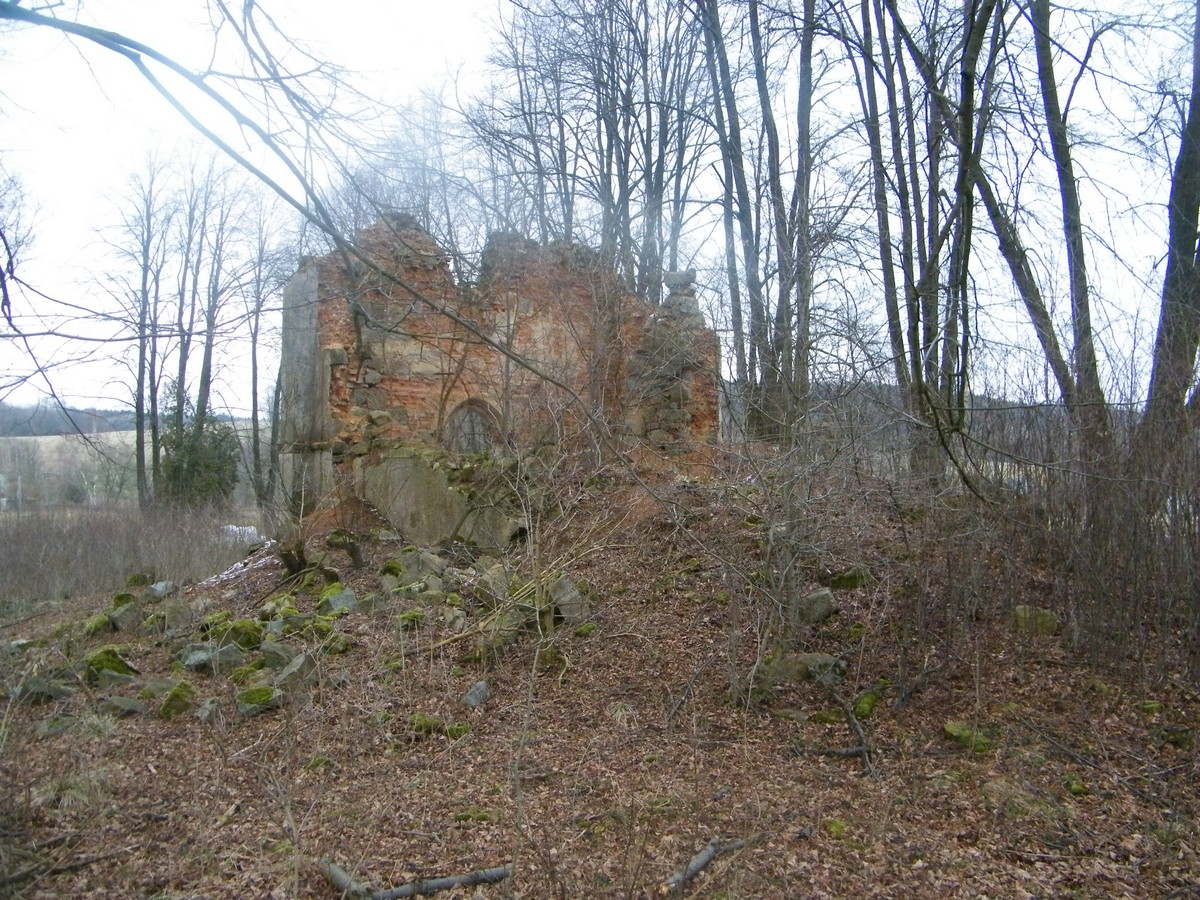
Ruiny kaple (2016)
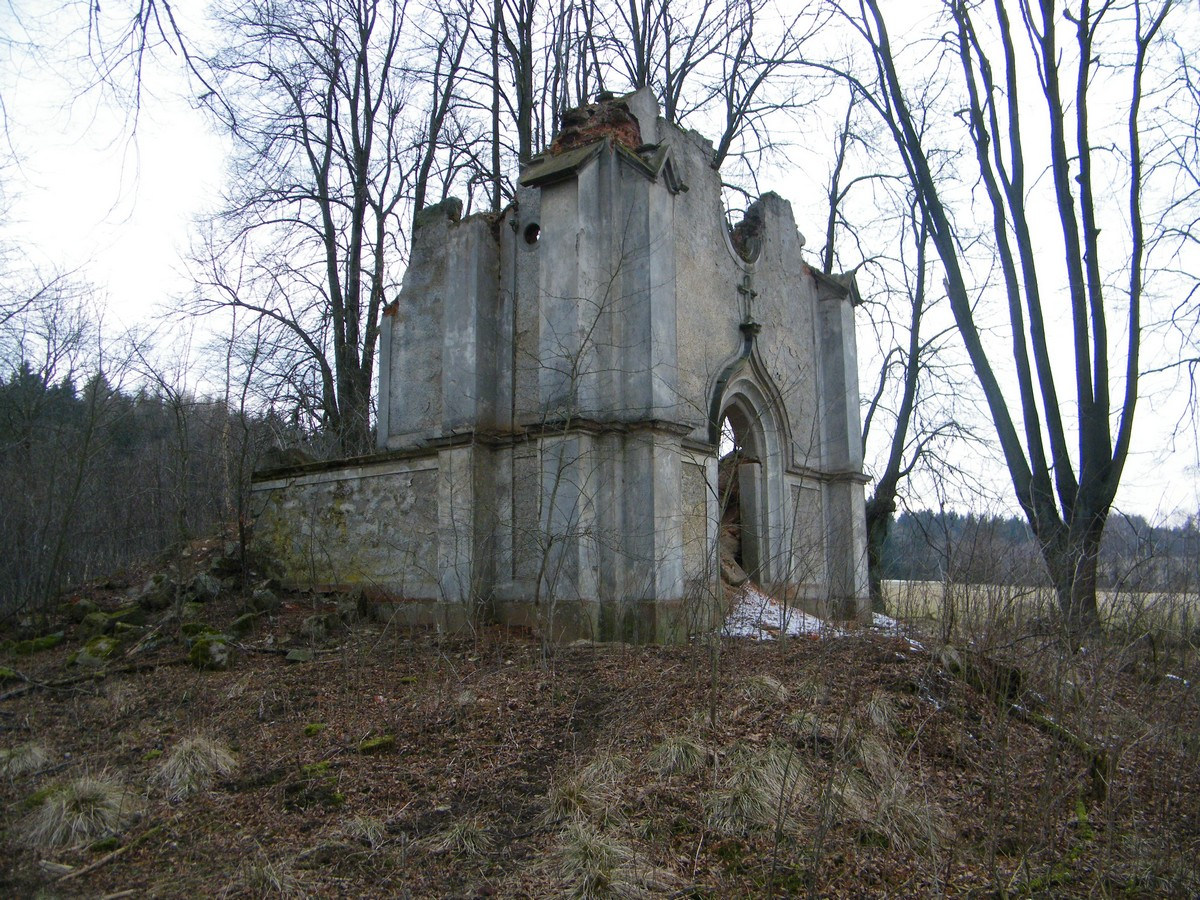
Ruiny kaple (2016)
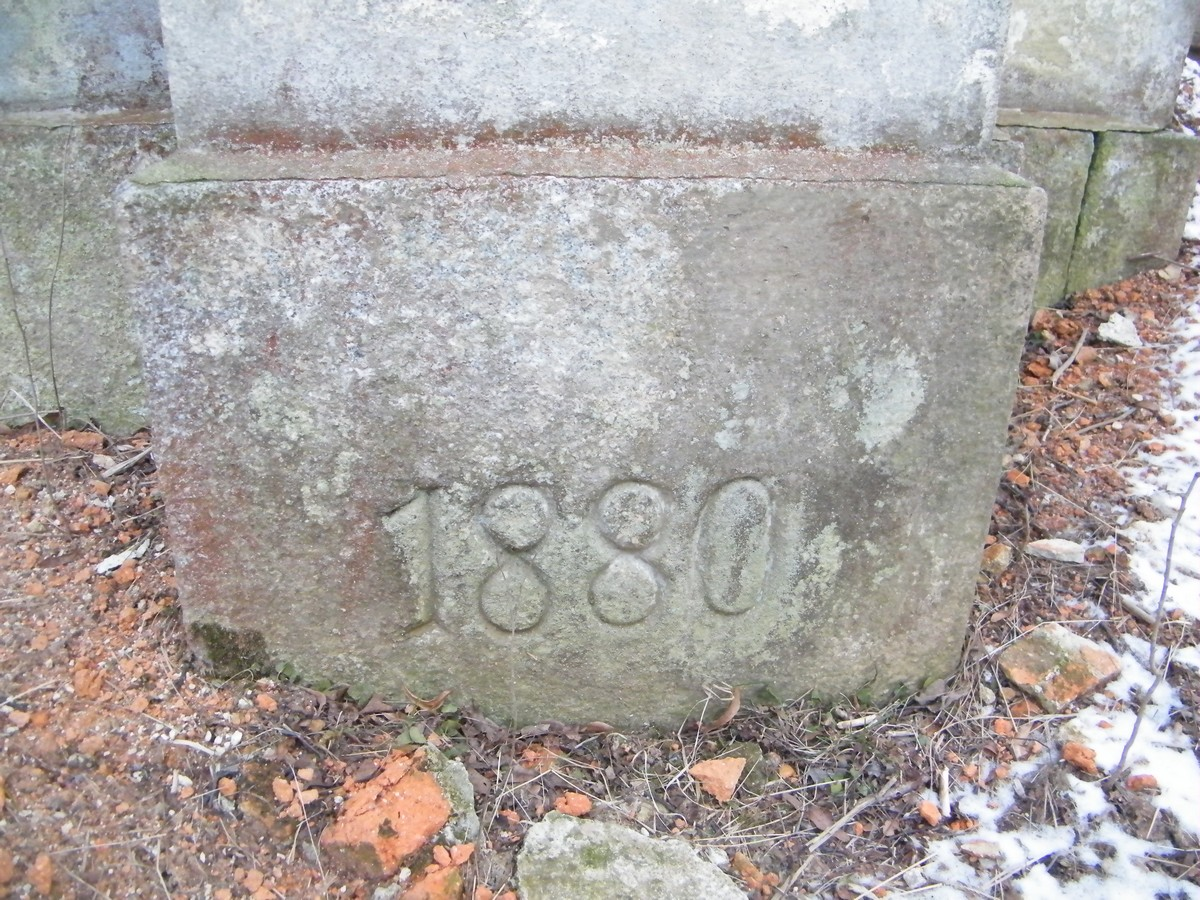
Kámen s letopočtem (2016)
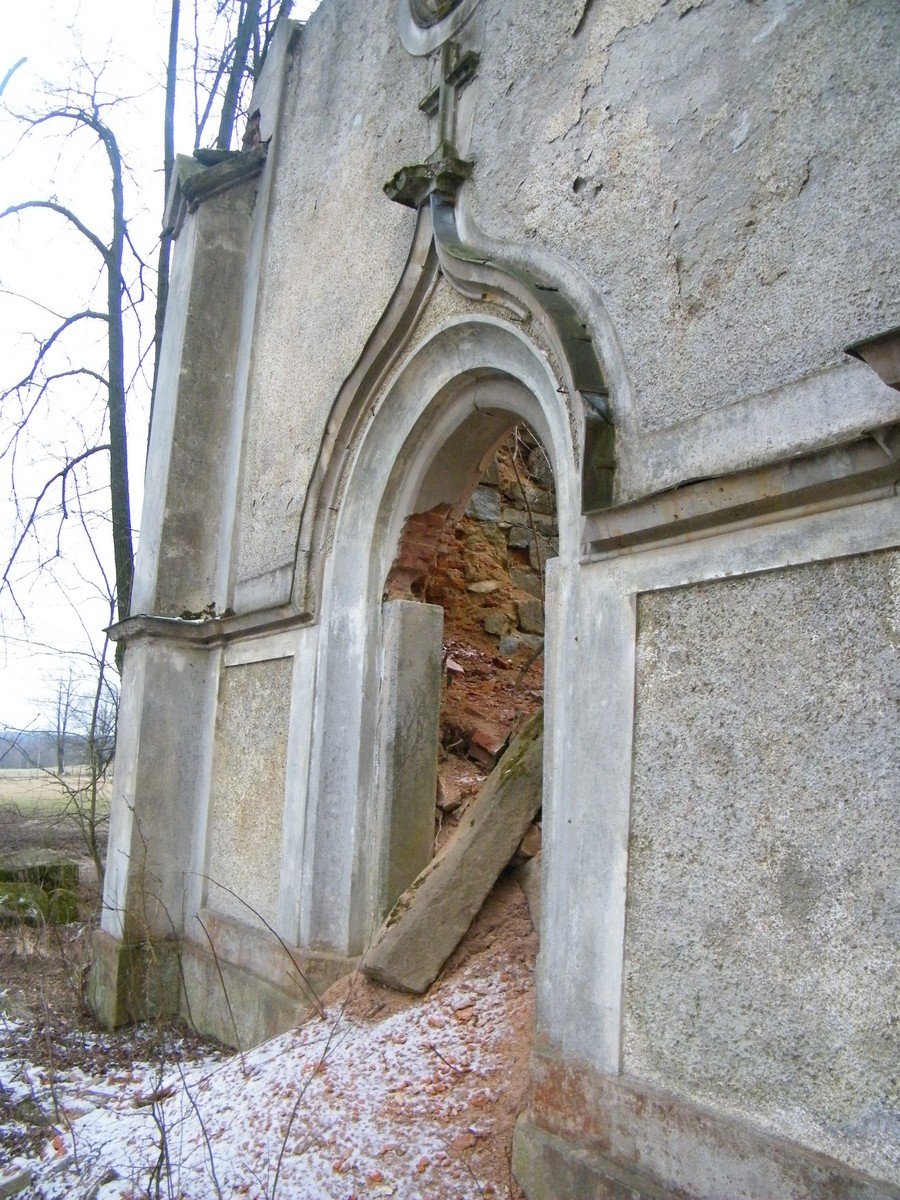
Průčelí (2016)
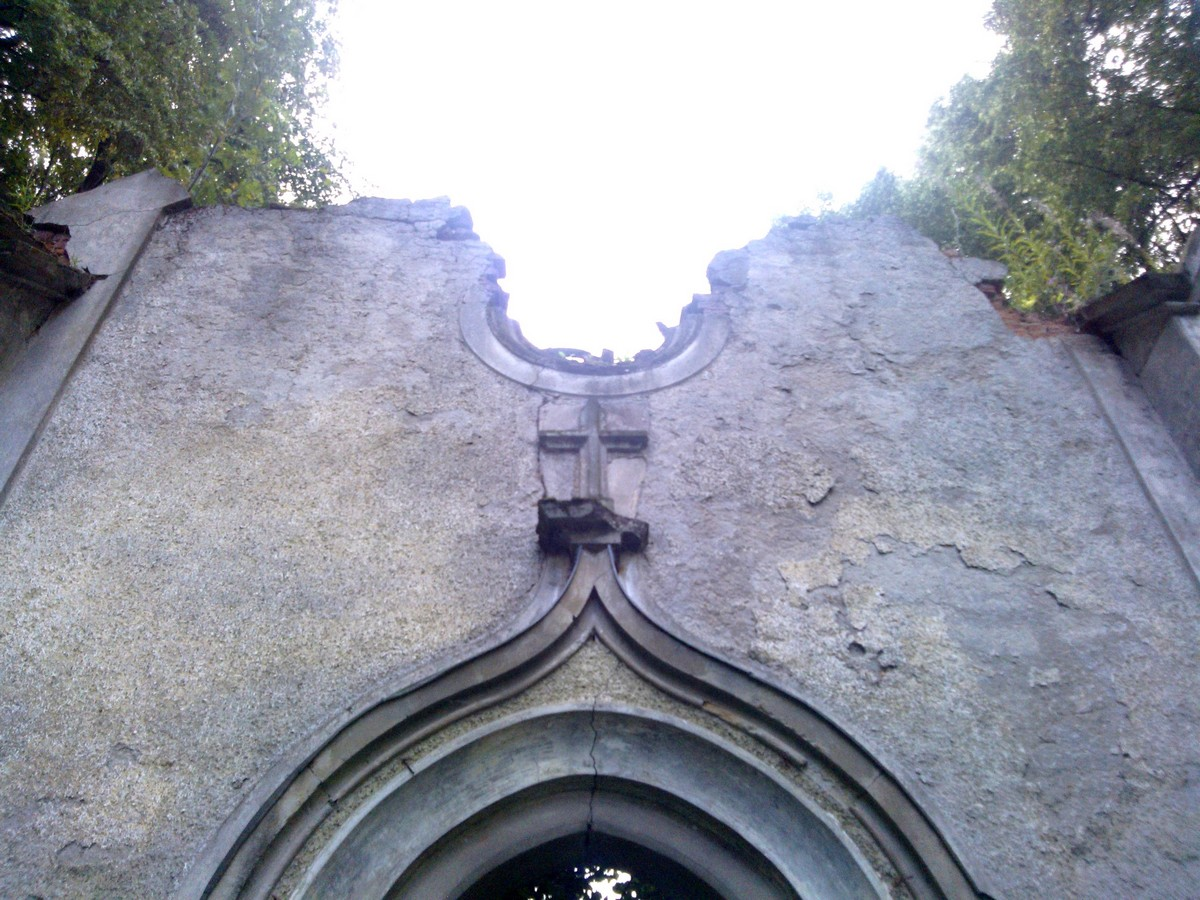
Detail průčelí (2015)
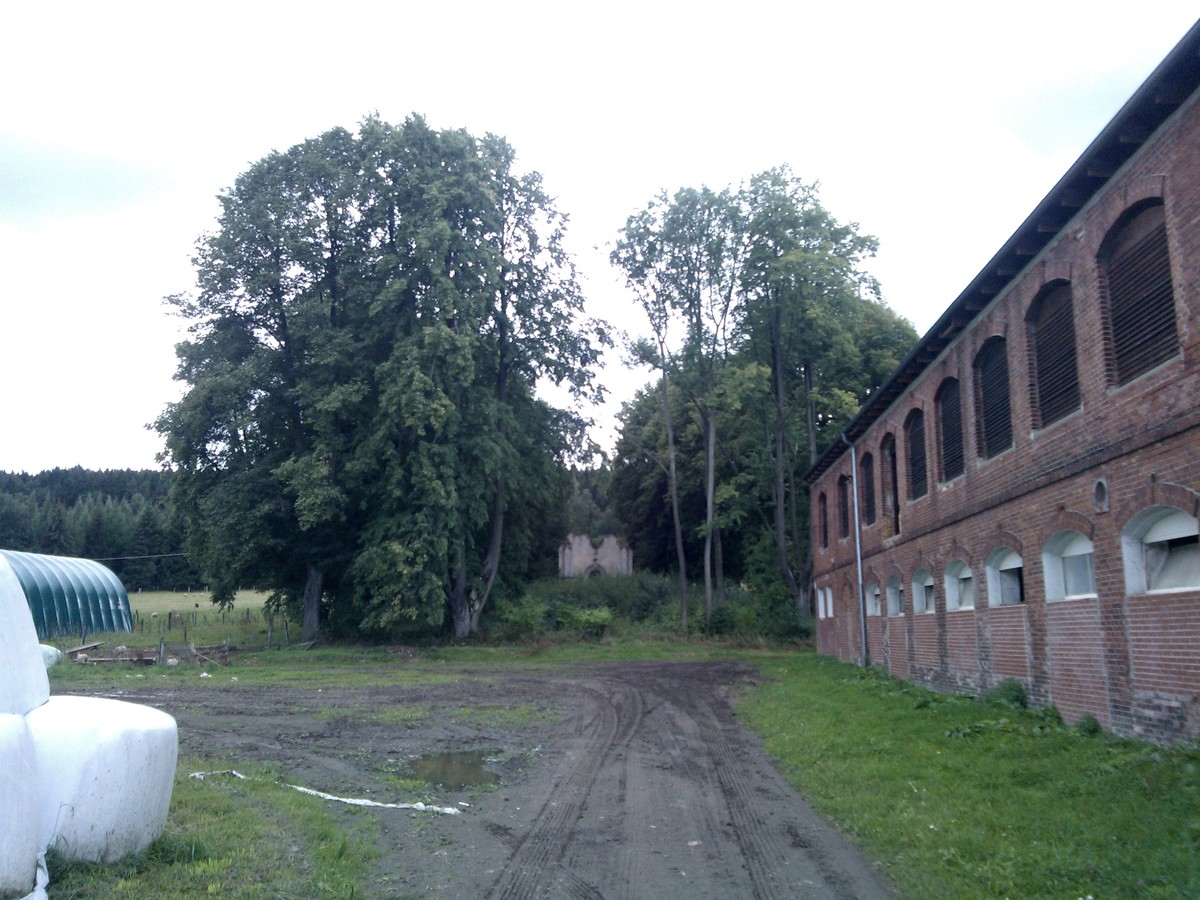
Pohled od vsi (2015)
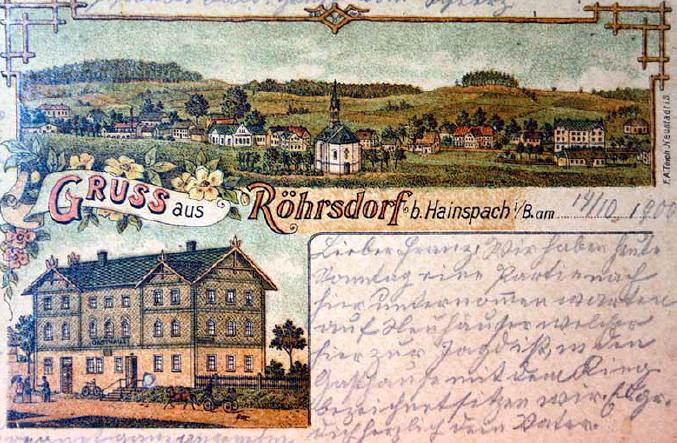
Kaple na historické pohlednici (kolem 1900)